# Commutation Act

Le commutation act est une loi britannique de 1784 réduisant la taxe sur le thé de 119 % à 12.5 %.

## Contexte
William Pitt le Jeune, conseillé par Richard Twining de la famille Twinings, met en place une loi pour augmenter les revenus des ventes légales du thé.
La loi met fin à 100 ans de taxes très élevées sur le thé, qui encourageaient la contrebande. Son objectif secondaire était de stimuler le commerce en Chine pour la Compagnie britannique des Indes orientales, qui souffrait à l'époque de dettes accablantes,.